# Швейцария
Швейцария (на немски: die Schweiz, на френски: Suisse, на италиански: Svizzera, на романшки: Svizra), официално – Швейцарска конфедерация (на латински: Confoederatio Helvetica, на немски: Schweizerische Eidgenossenschaft, на френски: Confédération suisse, на италиански: Confederazione Svizzera, на романшки: Confederaziun svizra) е малка вътрешноконтинентална федерация от 26 кантона в Централна Европа. Латинското наименование на страната е Confoederatio Helvetica. От това име идва съкращението на швейцарската валута, както и кодът на страната по ISO (също и означението на швейцарския интернет домейн) – CH. Върху пощенските марки също се използва латинското название Helvetia. Площта ѝ е 41 749 km², от които 39 996 km² суша и 1753 km² водна площ. Тя граничи с Германия на север, Франция на запад, Италия на юг, Австрия и Лихтенщайн на изток.
Швейцария няма официална столица. Седалище на федералните правителство и парламент (и де факто столица) е федералният град Берн. Други големи градове с икономическо и културно значение са Цюрих, Женева, Базел, Лозана и Люцерн.
Населението на страната е около 8 милиона души, като се състои от три основни етнолингвистични групи – немска, френска и италианска, и малък процент ретороманско говорещо население. Имигрантите наброяват около 2 милиона. В този смисъл швейцарците нямат единна национална идентичност, а са група от народи, споделящи обща история и ценности като федерализъм, неутралитет и пряка демокрация, както и приспособеността към алпийската природа.
Икономиката на Швейцария е една от най-развитите в света. Тя се нарежда на деветнадесето място по размер на брутния вътрешен продукт и на шесто по БВП глава от населението. Качеството на живот в страната се оценява изключително високо, като Цюрих и Женева редовно заемат челни позиции в различни световни класации.
В международните си отношения Швейцария традиционно поддържа неутралитет, като не е участвала като страна във въоръжени конфликти от 1815 година. Това е една от причините на територията ѝ да са разположени седалищата на редица международни хуманитарни, икономически и спортни организации, включително Червения кръст, Световната търговска организация и ФИФА.
По традиция Швейцария се счита за основана на 1 август 1291 година. На тази дата е и националният празник на страната.

## История
Швейцария е федерация на относително автономни кантони, някои от които имат история на конфедерации повече от 720 години, поставящи ги вероятно сред най-старите оцелели републики в света.

### Ранна история (1291 – 1523)
Съгласно популярната легенда, през 1291 година представители на три кантона – Ури, Швиц и Унтервалден, подписали Федералната харта. Хартата обединила включените страни в борба срещу чуждото господство на Хабсбургите, които били на немския трон на Свещената Римска империя. В битката при Моргартен на 15 ноември 1315 година швейцарската армия победила хабсбургската и така осигурила полуавтономия на швейцарската Конфедерация. Автентичността на Федералната харта е оспорвана от много историци. За пръв път за митичното събитие се споменава през 1470 г. в Бялата книга от Зарнен (без обаче то да бъде датирано). През XVI век историкът Егидиус Чуди за пръв път датира събитието, което според него се е случило на 8 ноември 1307 година. През 1891 година митът отново претърпява промяна – поради желанието на жителите на кантон Берн да празнуват кръгла годишнина, за година на създаване на швейцарската конфедерация е определена 1291 година, а за ден е избран 1 август, който и до днес е национален празник.
През 1353 година към първите три кантона се присъединили кантоните Гларус и Цуг и градовете Цюрих, Люцерн и Берн, формиращи „Старата федерация“ от 8 кантона, оцеляла през по-голямата част на XV век (въпреки че Цюрих е изключен от конфедерацията през 1440 г. поради териториален конфликт) и довела до нарастване на силата и богатството на федерацията – и в частност по времето на Шарл Смелия от Бургундия през 1470 година, и до успеха на швейцарските наемници. Традиционното изброяване на кантоните е вследствие от реда на тяхното присъединяване, като 8-те формиращи „Старата федерация“ са споменавани първи. Де факто независимостта си от Свещената Римска империя Швейцария извоюва през 1506 г., 7 години след победата над Швабската лига. Успехът на швейцарските войници впечатлява папа Юлий II, който сформира специална наемна гвардия за охрана на папската държава.

### Реформация и независимост (1523 – 1848)
Улрих Цвингли дава началото на Реформацията в Швейцария през 1523 година, като Цюрих и още 5 кантона приемат протестантството, а другите остават католически. Това довежда до кратки междуособни войни между кантоните, познати като Капелови войни – първата е през 1529 г. и е почти безкръвна, докато по време на втората (през 1531 година) се водят активни сражения между протестантския Цюрих и католическите Цуг, Швиц и Ури. Победата на католиците във Втората Капелова война дава началото на контрареформаторски политики в Швейцария. Схизмата между католици и протестанти на практика парализира външната политика на държавата до XVIII век. Въпреки това Швейцария успява да запази неутралитет по време на Тридесетгодишната война, отчасти заради зависимостта на европейските държави от швейцарските наемници. Законодателният орган на швейцарската конфедерация по това време – т.нар. Тагзатцунг, се обявява против участие на конфедерацията във военни действия и отказва преход на войски от други държави през територията ѝ. Единственото изключение е направено за Анри дьо Роан, комуто е позволено да премине през протестантските кантони, за да стигне до Граубюнден. Граубюнден остава единственият швейцарски кантон, засегнат от войната, най-вече защото по това време не участва в Конфедерацията. Останалите кантони съумяват да избегнат военни действия, и успешно отразяват шведско нападение край Бодензе през 1647 година.
С договора от Вестфалия през 1648 г. Швейцария най-накрая получава официална независимост от Свещената Римска империя. Страната обаче не остава стабилна. През 1653 г. избухва селско въстание заради проведена валутна девалвация. Правителството успява да потуши селските бунтове, като същевременно провежда данъчни облекчения и избягва налагането на абсолютистки режим, както се случва по-късно в повечето други европейски държави. Напрежението в обществото обаче се запазва, и нови опити за въстания са направени при двете Вилмергенски битки (1656 и 1712 г.).
По време на Революционните войни Франция превзема Австрия, обграждайки напълно Швейцарската конфедерация. През 1798 г. французите я превземат и създават на нейно място единна Хелветска република. Уповаването на френски войници за териториална защита, както и премахването на кантоните правят това държавно формирование непопулярно сред швейцарците, и то остава нестабилно по време на краткото си съществуване. През 1803 г. Наполеон частично възстановява автономията на кантоните; към страната са присъединени дотогава съюзните територии Ааргау, Тургау, Граубюнден, Сен Гален, Во и Тичино като пълноправни кантони. Виенският конгрес през 1815 г. възстановява независимостта на Швейцария, която бива призната от европейските държави. Тогава се състои и последното териториално разширение на страната с присъединяването на Ньошател, Вале и Женева.

### Съвременна Швейцария (1848 – днес)
През 1847 година католическите кантони сформират собствен съюз вътре в конфедерацията, което довежда до кратка гражданска война с протестантите (т.нар. Зонербундска война), която трае един месец и взима по-малко от 100 жертви. Това е последният значителен конфликт на територията на страната. На следващата година е приета федерална конституция, към която са нанесени поправки през 1874 г. Оттогава започва период на стабилност и икономически подем.
През Първата световна война европейските държави не поставят под въпрос неутралитета на Швейцария. През Втората световна война Нацистка Германия разработва планове за инвазия, но се отказва. Въпреки това страната се подготвя за нападение и създава добре организирана отбранителна мрежа. Швейцарската националсоциалистическа партия призовава за аншлус с Германия, но въпросът дори не бива поставен на дневен ред в политическите среди. По време на войната Швейцария е предпочитано място за стартиране на шпионски мисии и водене на преговори. Страната също си осигурява неутралитет и като снабдява Германия с висококачествени машини, оптически прибори за самолети, часовници, електроенергия и млечни продукти. Във военновременните години швейцарският франк остава единствената значима свободно конвертируема валута в света, вследствие на което Съюзниците и Оста продават големи количества злато на швейцарски банки.
След края на Втората световна война и при нарастващата мощ на ядрените суперсили САЩ и СССР, Швейцария започва работа по своя програма за атомно оръжие. Мнозинството от населението подкрепя инициативата, а Федералният технологичен институт в Цюрих се заема със същинската работа по проекта. Сформираният през 1968 година Договор за неразпространение на ядрените оръжия обаче е видян като по-изгодна и мирна алтернатива, и ядрената програма за военни цели е прекратена.
През 1963 година Швейцария става членка на Съвета на Европа. На жените е дадено право на глас едва през 1971 г., а участието на страната в ООН е официално ратифицирано през 2002 г., което я прави единствената държава, присъединила се към организацията чрез референдум. Швейцария не е член на Европейския съюз, но е част от Шенгенското пространство.

## Държавно устройство
Швейцария е федеративна парламентарна република, като всеки кантон има свое правителство, парламент и конституция. Според федералната конституция страната е конфедерация, но реално с оглед на държавното си устройство тя е по-скоро федерация с много широка автономия за федералните си субекти. Тя е съставена от 26 равноправни федерални единици, наричани кантони. Поради историческото си развитие има три двойки от кантони, които са по-тясно свързани помежду си и неофициално са наричани полу-кантони. Това разграничение не е отразено във федералната конституция и е въведено за удобство, за да покаже, че тези кантони имат по един представител в Кантоналния съвет. Това са Базел-град и Базел-окръг, Вътрешен и Външен Апенцел и Обвалден и Нидвалден. Останалите 20 кантона имат по двама представители в Кантоналния съвет.

### Законодателна власт
Законодателната власт се състои от Федерално събрание с две равнопоставени камари – Национален съвет (Nationalrat) от 200 депутати, избирани на всеки четири години на общонационален принцип съгласно населението на Конфедерацията, и Кантонален съвет (Ständerat, буквалният превод е Съвет на субектите), избиран на кантонален принцип с 46 депутати.
Федералният съвет е органът на изпълнителната власт, избиран на всеки 4 години, но ако всеки един от седемте федерални съветници в него има желание, мандатът му може да бъде продължен.
Всяка година от Съвета се избира президент на Конфедерацията по принципа на старшинството – длъжност, която реално не дава особена власт над останалите, а е чисто представителна.
Швейцария се слави още с полупряката си демокрация. Поне няколко избора се провеждат в рамките на една година, под формата на допитване за приемане или отхвърляне на особено важни за страната становища в национален или международен план.
Въоръжените сили на Швейцария са организирани в Швейцарската армия, подчинена на Федералния департамент за отбрана, гражданска защита и спорт.

## Административно деление
Швейцария е разделена на 26 кантона, но централното правителство контролира армията, железниците, пощите и международните връзки. Седалищата на над 150 международни организации се намират в Швейцария, включително на Червения кръст, който е основан през 1863 г.
Кантонът представлява полунезависима малка държава в рамките на Швейцарската конфедерация.
Кантоните Апенцел, Гларус и Унтервалден не провеждат избори и гласувания, а т. нар. „Landsgemeinde“ – събрание на открито на всички жители. Участниците в тях вдигат ръка, за да покажат съгласие или несъгласие със съответното предложение.
Отговорностите на кантоните са дефинирани в техните кантонални коснтитуции (на немски: Kantonsverfassung), и обхващат: образование, транспорт и транспортна инфраструктура, социални служби.

## Природа
Швейцария е страна без излаз на море, и според различните дефиниции се намира в Западна или Централна Европа. Според статистическата служба на ООН и нейната регионова класификация на континента, Швейцария (заедно със съседна Австрия) е разположена в Западна Европа. Според CIA World Factbook и Енциклопедия Британика страната се намира в най-западната част на Централна Европа. Тя влиза и към културно-историческия регион Мителеуропа (Mitteleuropa), възприеман като област със силно влияние на немския език и култура. От географска гледна точка Швейцария се намира на 15 градуса дължина от най-западните точки на континента, и на 50 градуса дължина от Уралските планини, считани за източна граница на Европа.
Страната граничи с 5 държави: Австрия и Лихтенщайн на изток, Франция на запад, Италия на юг и Германия на север. Държавните граници с всяка са съответно 165, 41, 572, 734 и 346 km, което прави 1858 km обща дължина на границите. Част от тази с Франция минава през Женевското езеро, а с Австрия и Германия – през Боденското езеро.
Територията на Швейцария включва три природни региона:
- Планините Юра на север,
- Швейцарското плато в центъра,
- Планините Алпи на юг, които заемат 61% от цялата територия.

Платото се намира в низина, но по-голямата му част е разположена на повече от 500 m над морското равнище. Състоящите се от гористи хребети (до 1600 m) младонагънати планини Юра продължават и във Франция и Германия. Най-високият връх в Швейцария, а също и в западна Европа, е Дюфур (4634 m). Най-ниската точка са бреговете на Лаго Маджоре (193 m над морското равнище).
Климатът е умерен, а в алпийските региони е планински. Валежните количества в платата са между 1000 и 1200 mm.
Около 30% от територията на Швейцария е покрита с гори. Дървесината е важна суровина и за промишлеността и за отопление.

## Икономика
Швейцария има пазарна икономика, една от най-развитите, стабилните и капиталистическите в света; през по-голямата част от XX век това е най-богатата страна в Европа. По отношение на икономическата свобода страната се нарежда на второ място в Европа за 2010 г. Номиналният БВП на глава е по-висок от този на големите европейски икономики и Япония и в това отношение само Люксембург, Норвегия, Катар, Исландия и Ирландия имат по-добри показатели. Швейцарският франк е една от най-силните световни валути и има най-нисък процент на инфлация. Според Световния икономически форум, швейцарската икономика е най-конкурентоспособната в света.
Разпределението на работната ръка е характерно за страна от Първия свят – малък брой работници в първичния сектор (земеделие и селско стопанство), голям брой във вторичния сектор (производство и преработка) и най-голям брой работници (73,2%) в третичния сектор (услуги). Дори в условията на финансова криза, безработицата в страната остава по-ниска от тази в останалите европейски държави – под 4%.

### Земеделие и селско стопанство
Швейцария има протекционистки закони по отношение на селскостопанския си сектор въпреки икономическата си обвързаност с Европейския съюз. Почти 70% от земеделието в страната е субсидирано от държавата, в сравнение със средното за ЕС ниво от 35%. Така се стимулира вътрешното производство, дори да няма гаранция, че консумацията ще бъде осъществена вътре в страната. Между 90 и 100% от картофите, говеждото, свинското и млечните продукти се произвеждат в страната. Селскостопанският сектор задоволява 65% от търсенето на вътрешния пазар. Субсидирането на земеделските работници обаче може да бъде отпуснато само ако се спазват определени екологични норми: „балансирана употреба на торове; поне 7% от обработваната територия да се използва за екологична компенсация; редовна оран; адекватни мерки за опазване на животните и почвата; ограничаване употребата на пестициди“, както е дефинирано по закон.
Вследствие на това законодателство броят на фермите с органично и екологично производство се увеличава, като към 2004 г. производството на тези селски стопанства възлиза на 979 милиона щатски долара.

### Промишленост
Страната има добре развит промишлен сектор и компании с обширна дейност по целия свят, като Nestle, Novartis и Davidoff. Основните промишлени сектори са машиностроенето, химическата промишленост, фармацевтиката, текстилната, хранително-вкусовата промишлености, металодобивът и производството на часовници.

### Туризъм
В Швейцария се намират редица световноизвестни курорти като Санкт Мориц и Гринделвалд и др.

### Банков сектор
Към 2003 г. финансовият сектор генерира 11,6% от БВП, а в него работят 196 000 души (от които 136 000 в областта на банкирането) или 5,5% от общата работна ръка. Към 2009 г. в швейцарски банки се намират активи на стойност 5,4 трилиона франка, а през 2005 г. чуждите банки в страната държат 870 милиарда франка активи.
В страната функционират около 4000 финансови институции, включително много филиали на чуждестранни банки. Швейцарските банки държат 35 – 40% от световното управление на собствеността и имуществото на физическите и юридическите лица. Те имат добра репутация сред клиентите си благодарение на стабилната вътрешнополитическа обстановка, твърдата швейцарска валута и стриктното спазване на банковата тайна. Като едър износител на капитали Швейцария заема четвърто място в света след САЩ, Япония и Германия. Преките инвестиции в чужбина са 29% от швейцарския БВП (при среден показател в света около 8%). Националната валута има златно покритие в размер на 130/100.

### Транспорт
Швейцария разполага с особено добре развити системи на автомобилния и въздушния транспорт, а железопътният транспорт на страната е приеман за еталон в световен мащаб и швейцарските производители на подвижен състав, както и компаниите, изграждащи железопътна инфраструктура са търсени зад граница, генерирайки сериозни постъпления за швейцарската икономика и технологичен прогрес за индустрията.

## Население
Виж Списък на градовете в Швейцария по население
Населението на Швейцария е около 8 325 194 души (2016 г.), а средната му гъстота – около 181 д./km2. Около 30% от населението е родено извън Швейцария, а почти една трета – в Италия. От началото на XX в. населението на Швейцария се е удвоило – от 3,3 милиона през 1900 г. до 7,59 милиона през 2007 г. Нарастването на населението достига своя пик през периода 1950 – 1970 г. След 1981 г. този процес става по-бавен и населението расте главно поради големия брой чужденци, които се заселват в страната. През 2005 г. очакванията за продължителността на живота на жените е била 82,8 години, а за мъжете – 77,2 години. Детската смъртност през 2005 г. е 0,44%.

### Езици
Швейцария се намира на кръстопътя на няколко основни европейски култури, които оказват силно влияние върху езиците и културата на страната.
Швейцария има четири официални езика – немският е майчин език на 63,7% от населението, най-вече в северните и централни части, френският на 20,4% на запад, италианският на 6,5% на юг и ретороманският на 0,5% в югоизточния кантон Граубюнден. 9% от населението има друг майчин език.
Немският език, който се говори в Швейцария е преобладаващо швейцарски диалект, известен като швейцарски немски, но вестниците и радиопредаванията използват книжовен немски език. Повечето швейцарци говорят два или повече езика. Чужденците (временнопребиваващи и местни) съставят около 20% от населението.

### Религия
Най-разпространената религия в Швейцария е католицизмът, чиито последователи са 43% от населението, 35% са протестантите. Има и имигранти, изповядващи исляма (около 4%), също и православни (2%). Останалата част от населението принадлежи на различни малцинствени религиозни групи или не принадлежат към никоя религия.

## Култура
Характерна за Швейцария е липсата на хомогенна култура – френското, немското и италианското влияние са много силни. Ретороманската култура е с малко влияние и е ограничена само в югоизточната част на страната. Въпреки различията си, различните езикови и културни региони споделят обща история, възгледи и традиции. Национален герой на страната е Вилхелм Тел, и неговият образ оказва голямо влияние върху идеалите на швейцарците. Характерно за страната е добре запазеният фолклор, който, за разлика от другите западноевропейски страни, е неизменна част от ежедневието и възгледите на хората.
Фолклорното изкуство е най-добре изразено в танците, музиката и дърводелството. Традиционен за страната музикален инструмент е алпийският рог или алпхорн, който е бил използван и от някои класически композитори, като Леополд Моцарт и Йоханес Брамс. Народните песни са различни според региона, като в по-равнинните местности на Швейцарското плато те са бавни, пасторални, но с широк тонов обем, докато в планинските региони песните са по-динамични и бързи като мелодия, но с по-малки тонови амплитуди. Основни сюжети в народните песни са родината, любовта, природата и ловът. Стереотипното за Швейцария йоделно пеене е ограничено само до няколко региона.
Дърворезбата е традиционно швейцарско изкуство. Във всички части на страната майстори умело изработват дървени декорации и фигурки, които намират приложение от украса за столчета за доене до орнаментиране на цели фасади на дървени къщи.
Алпийските спортове се практикуват от много швейцарци. Страната редовно е домакин на световни и европейски първенства по ски-спортове, биатлон, сноуборд и др.
Швейцария е наричана страната на шоколада заради голямото количество и разнообразие от шоколад, който произвежда. Добре познати са шоколадите на Nestle, Milka, Lindt, Tobleron.
Всеки кантон отбелязва свои празници. Единствените, които се отбелязват едновременно от всички кантони, са 1 август – Националният ден, Възнесение Господне, Нова година и Коледа.

### Преса
През 2015 г. Швейцария е на 20-о място по свобода на пресата в света по данни на Репортери без граници (-5 места спрямо предходната година).